# Galerie Patrick Seguin
La Galerie Patrick Seguin est une galerie consacrée au design et à l'architecture du 20e siècle, fondée par Patrick et Laurence Seguin en 1989.
Depuis sa fondation, elle diffuse les créations originales de designers et architectes phares du 20e siècle tels que Jean Prouvé, Charlotte Perriand, Pierre Jeanneret, Le Corbusier, Jean Royère,,.
L’espace de la galerie ainsi que ses bureaux installés 5, rue des Taillandiers à Paris XIe, ont été conçus par les Ateliers Jean Nouvel.

## Activité
La Galerie Patrick Seguin organise annuellement des expositions centrées sur le mobilier, les éléments d'architecture et les maisons démontables de Jean Prouvé. En parallèle de cette programmation, elle invite des galeries d'art contemporains internationales à exposer dans ses locaux : depuis 2002, des galeries telles que Jablonka,  Hauser & Wirth, la Galerie Gagosian, Kurimanzutto ou Karma ont été invitées à présenter leurs œuvres à la Galerie Patrick Seguin.
En plus de ses expositions à Paris, la galerie est régulièrement invitée à collaborer avec des galeries étrangères dans leurs espaces. En 2003, elle organise une première rétrospective consacrée à Jean Prouvé à New York, dans la galerie Sonnabend à Chelsea. D'autres collaborations ont lieu en 2006 et 2008 : une à l'occasion de la publication d'un ouvrage sur le projet de Le Corbusier et Pierre Jeanneret à Chandigarh dans les années 50 ; l'autre étant une rétrospective sur Jean Royère. En 2015, Patrick Seguin co-organise avec Larry Gagosian une exposition sur John Chamberlain et Jean Prouvé, à la Galerie Gagosian à New York. En octobre 2016, la galerie présente une exposition consacrée à l'œuvre de Jean Prouvé à l'ambassade de France au Japon.
La galerie est également présente dans des foires internationales telles que Design Miami,, Paris + by Art Basel, la Foire internationale d'art contemporain (FIAC) de Paris, ou The European Fine Art Fair (TEFAF) de New York. Elle a contribué à des expositions dans plusieurs institutions culturelles à travers le monde dont le Centre Georges-Pompidou et le Musée des arts décoratifs à Paris, le MoMA à New York, la Biennale d’architecture de Venise ou encore le MOT Museum of Contemporary Art à Tokyo.

## Histoire
Fondée à Paris en 1989,, la Galerie Patrick Seguin a ouvert une seconde adresse à Londres, dans le quartier dedans le quartier de Mayfair, en octobre 2015. Ce lieu, qui alternait entre des expositions d'architecture, de design historique et d'art contemporain a fermé ses portes en 2019.

## Ouvrages édités (sélection)
- Jean Prouvé : From Furniture to Architecture – The Laurence and Patrick Seguin Collection (catalogue de la collection de Laurence et Patrick Seguin, Paris 2025)
- Jean Prouvé : Constructive Imagination (monographie sur Jean Prouvé des éditions Millegraph & Galerie Patrick Seguin, Paris 2022)
- Jean Prouvé, Architectures Coffret 5 Volumes n° 3 - vol. 11+12+13+14+15 (5 monographies sur les architectures de Jean Prouvé des éditions Galerie Patrick Seguin, Paris 2019)
- Jean Prouvé (monographie sur Jean Prouvé des éditions Galerie Patrick Seguin, Paris 2017)
- Jean Prouvé, Architectures Coffret 5 Volumes no 2 - vol. 6+7+8+9+10 (5 monographies sur les architectures de Jean Prouvé des éditions Galerie Patrick Seguin, Paris 2017)
- Jean Prouvé, Architectures Coffret 5 Volumes no 1 - vol. 1+2+3+4+5 (5 monographies sur les architectures de Jean Prouvé des éditions Galerie Patrick Seguin, Paris 2014)
- Le Corbusier-Pierre Jeanneret Chandigarh, India (éditions Galerie Patrick Seguin, Paris 2013)
- Jean Royère (monographie sur Jean Royère des éditions Galerie Patrick Seguin et Galerie Jacques Lacoste, Paris 2012)